# Рандан, Мари-Катрин де Ларошфуко
Мари-Катрин де Ларошфуко (фр. Marie-Catherine de Rochefoucaud; 1588 — 10 мая 1677), герцогиня де Рандан — придворная дама королевы Анны Австрийской.

## Биография
Дочь и наследница Жана-Луи де Ларошфуко, графа де Рандан, и Изабеллы де Ларошфуко.
В 1626 году стала камерфрейлиной королевы, а после смерти в том же году Шарлотты де Ланнуа сменила ее в должности первой придворной дамы. Примыкала к придворной группе противников кардинала Ришельё, из-за чего в 1638 году была отставлена от должности Людовиком XIII.
После смерти короля Анна Австрийская в 1643 году назначила графиню де Рандан воспитательницей королевских детей, а ее дочь Мари-Клер де Флекс стала первой придворной дамой. Оставалась в должности до 1646 года.
Жалованной грамотой, данной в мае 1649, графство Рандан и барония Люге, зависевшие от герцогства Овернского, были поставлены в зависимость от Большой башни Лувра.
Другой жалованной грамотой, данной Людовиком XIV в марте 1661, и зарегистрированной Парламентом 15 декабря 1663 и Счетной палатой 27 июня 1664, графство Рандан было возведено в ранг герцогства-пэрии в пользу Мари-Катрин де Ларошфуко с правом передачи ее дочери, графине де Флекс и ее потомкам по мужской и женской линиям.
Муж (8.08.1607): Анри де Бофремон (1578—1622), маркиз де Сенесе